# Anna Tvrzická
Anna Tvrzická, rozená Peprná, (okolo 1885 Prachatice – po 1929 USA) byla česká novinářka a překladatelka, členka tzv. Prvního československého odboje ve Spojených státech amerických, manželka advokáta a jednatele zdejšího Národního sdružení Josefa Tvrzického-Kramera. Roku 1915 byla vyslána do Londýna jako kurýrka k T. G. Masarykovi s tajným vzkazem pro ústředí odbojové organizace Maffie. V USA se pak až do konce první světové války angažovala v činnosti za vznik samostatného Československa.

## Život

### Mládí
Narodila se v Prachaticích v jihozápadních Čechách. Její bratr Karel Peprný ml. byl pozdějším řídícím učitelem české obecné školy v Prachaticích. Zde se seznámila se svým pozdějším manželem Josefem Tvrzickým-Kramerem (1884–1920). Okolo roku 1908 spolu odešli do Spojených států, kde byla rodina v kontaktu s místní komunitou Čechů a Slováků. Žila v Chicagu, kde Tvrzický působil jako redaktor deníku Svornost a dalších česky psaných krajanských periodik (v USA používal jednodušší matčino rodné příjmení Kramer). Tvrzická se zde zabývala publicistickou činností a překladatelstvím, její básně byly uvedeny např. v českoamerickém časopise Amerikán. jako A. Sirá-Tvrzická.

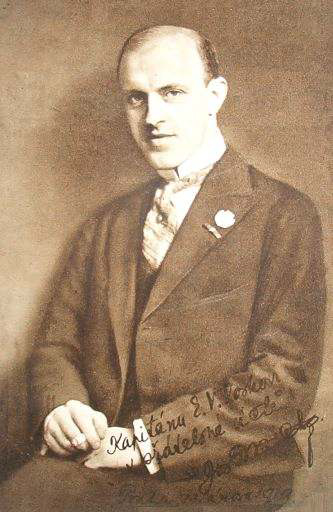
Manžel Josef Tvrzický-Kramer

Pečovala rovněž o manžela, u kterého se začala projevovat vážná chronická choroba, při které nejprve ztratil sluch, posléze pak začal slepnout.

### Československý odboj
Po vypuknutí první světové války v létě 1914 se Tvrzický stal jednatelem v Chicagu založeného tzv. Národního sdružení, krajanské organizace snažící se dosáhnout podpory k uznání samostatného československého státu nezávislého na Rakousku-Uhersku. Spolek vedený zdejším lékařem Ludvíkem Fisherem sjednocoval české a slovenské krajany v USA v podpoře aktivit exilové skupiny Tomáše Garrigue Masaryka, Edvarda Beneše a Milana Rastislava Štefánika zasazujících se o vznik samostatného Československa.
Do aktivit hnutí se zapojila také Tvrzická. Záhy byla oslovena ke spolupráci šéfem československé informační služby Emanuelem Voskou, (ženy vzbuzovaly obecně menší podezření ze špionáže - i v USA nacházeli rakouští a němečtí špioni) k předání informací o exilové činnosti ústředí československého politického exilu, Tomášem Garrigue Masarykem. Složila slib, že nic ze svěřených informací nesmí, ani pod pohrůžkou, vyzradit. Zpaměti se pak musela naučit několik stránek textu, který z bezpečnostních důvodů nemohla vézt s sebou. Po zaoceánské plavbě se v Londýně se pak setkala s Masarykem a dalšími členy jeho exilové skupiny a předala dotyčná sdělení. Poté se vrátila do USA. Byla jednou z prvních několika žen, které putovaly přes oceán předat takovým způsobem odbojové informace, v následujících letech jimi byl též např. Villa Vosková, Marie Kvíčalova, Anna Chaloupková či Milada Jarušková.

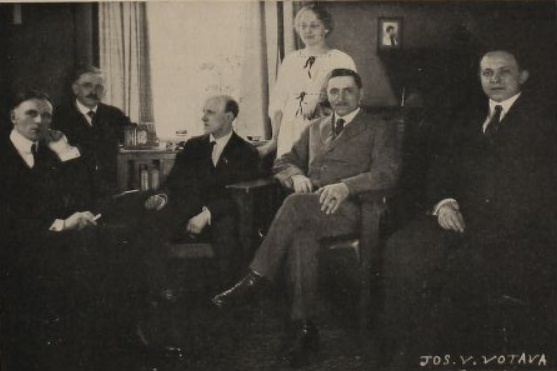
Česko-američtí čs. odbojáři v bytě u Tvrzických (zleva František Klepal, František Dojáček, Josef Tvrzický, Anna Tvrzická, A. Fibiger, A. Linhart), asi Washington, cca 1918

S manželem, roku 1915 signatářem Clevelandské dohody se posléze přesunuli do hlavního města Washingtonu. D.C., kde Tvrzický působil jako ředitel Československé informační kanceláře. Anna Tvrzická se pak stala vedoucí českého oddělení americké vládní informační agentury Foreign Language Govermental Information Service ve Washingtonu, shromažďující informace z cizojazyčných zdrojů. Rovněž měla na starosti agitaci ve prospěch československé národní myšlenky. Činnost organizace se posléze zintenzivnila se vstupem Spojených států do války roku 1917 a následném vyslání jednotek českoamerických dobrovolníků na západní frontu v Evropě roku 1918, mj. s účastí Ludvíka Fischera. Roku 1919 přesídlila kancelář Tvrzické do New Yorku. S manželem vykonali po vzniku Československa roku 1919 cestu do vlasti.

### Po vzniku ČSR
Nedlouho poté, o které se svou prací v USA tolik zasloužil, spáchal Josem Tvrzický 27. září 1920 ve Washingtonu, D.C. sebevraždu. Devastující nemoc jej již téměř oslepila a on neunesl pomyšlení na takové pokračování života. Byl zde také pohřben. Při té příležitosti věnovala Anna Tvrzická městu Prachatice 10 000 Kč, ze kterých zde byl založen Studentský útulek Josefa Tvrzického.
Tvrzická pak pokračovala v udržování československo-amerických vztahů: publikovala texty, překládala, rovněž do Československa osobně přijela. Rovněž získala státní Československou revoluční medaili za přínos při vzniku státu.
Zemřela pravděpodobně ve Spojených státech po roce 1929.
Jejich manželství s Josefem Tvrzickým bylo bezdětné.